# Бродинське озеро
Бро́динське о́зеро — заплавне озеро у Сосницькому районі Чернігівської області, на правому березі Десни (басейн Дніпра), біля села Мале Устя.
Довжина понад 1 км, ширина до 0,4 км, площа 0,155 км², глибина до 4,5 м. Улоговина має видовжену форму. Західні береги підвіщені, вкриті дубовим лісом, східні — низовинні. Живлення ґрунтове і дощове, та за рахунок водообміну з Десною, з якою сполучене протокою.
Температура води влітку від +19,5 °C на глибині 0,5 м від поверхні, +12°C — на глибині 4 м. Узимку замерзає. Прозорість води до 0,9 м. Донні відклади мулисті, подекуди з домішками торфу.
Водяна рослинність Бродинського озера представлена ценозами лепешняка великого, куги озерної, глечиків жовтих, рогозу вузьколистого.
Водяться лин, карась, в'язь, плітка, в'юн тощо. У прибережних заростях — місця гніздування очеретянки, погонича, водяної курочки, чайки та інших птахів.
Використовують для сільгосподарських потреб. Вилов риби.